# 帕特里克山
84°13′S 172°0′E / 84.217°S 172.000°E
帕特里克山（英語：Mount Patrick）是南極洲的山峰，位於杜費克海岸，處於比爾德摩爾冰川東岸，屬於英聯邦山脈的一部分，海拔高度2,380米，由英國探險隊發現和命名。